# 가미노가타촌
가미노가타촌(上野方村)은 도야마현 시모니카와군에 있던 촌이다.

## 역사
- 1889년 4월 1일 - 정촌제 시행에 의해 시모니카와군 가미노가타촌이 성립하였다.
- 1952년 4월 1일 - 우오즈정, 미치시타촌, 가미나카지마촌, 시모나카지마촌, 마쓰쿠라촌, 시모노가타촌, 가타카이다니촌, 가즈미촌, 교덴촌, 덴진촌, 니시후세촌과 합병해, 우오즈시가 성립하였다.

## 참고문헌
- 大日本篤農家名鑑編纂所編『大日本篤農家名鑑』大日本篤農家名鑑編纂所、1910年。
- 『下新川郡治政概要』富山県下新川郡、1926年。
- 日本書房編『日本地名大辞典 第2巻』日本書房、1938-1939年。
- 『市町村名変遷辞典』東京堂出版、1990年。